# Orseolia ceylanica
Orseolia ceylanica är en tvåvingeart som först beskrevs av Jean-Jacques Kieffer 1912.  Orseolia ceylanica ingår i släktet Orseolia och familjen gallmyggor.
Artens utbredningsområde är Sri Lanka. Inga underarter finns listade i Catalogue of Life.